# Венка Асенова
Венка Асенова (болг. Венка Асенова; нар. 17 жовтня 1930, Софія — 29 грудня 1986, Софія) — болгарська шахістка, почесний гросмейстер серед жінок від 1986 року.

## Шахова кар'єра
У 1950-1970-х роках належала до когорти провідних болгарських шахісток. Неодноразово брала участь у фіналі чемпіонату Болгарії, дев'ять разів (1953, 1956, 1960, 1961, 1962, 1963, 1965, 1966, 1969) завоювавши золоті медалі. Між 1957 і 1978 роками сім разів (зокрема 4 рази на 1-й шахівниці) представляла Болгарію на шахових олімпіадах, двічі вигравши бронзові медалі в роках 1966 (в особистому заліку на 1-й шахівниці) і 1974 (в командному заліку).
Кілька разів брала участь у зональних турнірах, один раз виборовши путівку на турнір претенденток у Суботиці 1967, де поділила 14-15-те місце. Досягнула низки інших успіхів на міжнародних турнірах, зокрема: поділила 2-ге місце в Софії (1967, позаду Жужі Макаї, разом з Христиною Радзіковською), поділила 1-2-ге місце в Пьотркуві-Трибунальському (1969), поділила 2-ге місце у Вейк-ан-Зеє (1970, позаду Нани Александрії, разом з Генрієтою Конарковською, Маргаретою Теодореску і Штепанкою Маєр), а також поділила 2-ге місце в Пьотркові-Трибунальському (1970, позаду Фенні Геемскерк).
Титул міжнародного майстра серед жінок отримала в 1965 році, а 1986 року ФІДЕ присудила їй почесне звання гросмейстера серед жінок, за результати, досягнуті в минулому.